# إسحاق فينش
إسحاق فينش (بالإنجليزية: Isaac Finch)‏ هو محامي وسياسي أمريكي، ولد في 13 أكتوبر 1783 في الولايات المتحدة، وتوفي في 23 يونيو 1845. انتخب عضو جمعية ولاية نيويورك وانتخب عضو مجلس النواب الأمريكي.